# Auguste De Morgan
Pour les articles homonymes, voir Morgan.
 (juin 2009).
Auguste (ou Augustus) De Morgan (27 juin 1806 à Madurai (Tamil Nadu) - 18 mars 1871) est un mathématicien et logicien britannique, né en Inde. Il est le fondateur avec Boole de la logique moderne ; il a notamment formulé les lois de De Morgan.

## Biographie

### Enfance
Né d'un père colonel dans l'armée au service de la compagnie des Indes orientales, sa mère est une descendante de James Dodson, qui établit une table d'antilogarithmes. À cause des révoltes, le colonel envoie sa famille en Angleterre alors que Auguste a sept mois. Dès lors il se considère comme un Britannique au sens le plus large.
De Morgan perd son père l'année de ses dix ans. Avec sa mère qui voulait faire de son fils un religieux, ils habitent dans diverses villes dans le sud-ouest de l'Angleterre ce qui lui fait changer souvent d'école. Ses talents mathématiques sont découverts à l'âge de quatorze ans, quand un ami de la famille le trouve en train de réaliser un diagramme géométrique d'Euclide avec une règle et des compas et lui explique sa logique.
Auguste De Morgan a un problème à un œil, ce qui lui rend plus difficile la pratique du sport et le rend sujet à des moqueries. Il prétend qu'il percevait néanmoins la distance et les volumes.

### Éducation universitaire
En 1823, il entre à Trinity College (Cambridge) à Cambridge, où ses tuteurs, George Peacock et William Whewell deviennent ses amis. Il est également un excellent joueur de flûte. Par un concours mathématique interne, il accède au statut de wrangler, ce qui lui permet de prétendre à un diplôme de Bachelor of Arts. Mais il lui faut pour cela passer un test de théologie, ce qu'il refuse, bien que connaissant cette matière. Vers 1875, cette exigence est abolie.

### Université londonienne
Comme aucune carrière ne lui est ouverte, il décide de faire des études de droit à Londres, où une université, University College, est en création. Cet établissement se propose d’accueillir notamment ceux qui ne sont pas anglicans ni presbytériens. De Morgan y devient professeur de mathématiques.
Lors d'une querelle entre le professeur d'anatomie et sa hiérarchie, De Morgan prend parti pour son collègue. Il est congédié mais son successeur se noie quelques années plus tard. De Morgan est invité à reprendre son poste : il le garde pendant trente ans.
Il s'impose comme l'un des membres les plus actifs à la Society for the Diffusion of Useful Knowledge (en). En 1837, il épouse Sophie Elisabeth, l'une des filles de son ami William Frend.
La fondation, par décret royal, de l’Université de Londres en 1836, oblige les autorités de l’établissement où enseigne De Morgan, à changer de nom, pour devenir « University College de Londres ».
De Morgan a beaucoup de succès pédagogique. Au cours magistral lu en chaire par le professeur, il substitua la méthode suivante : il faisait un cours d'une heure puis donnait un certain nombre de problèmes et d'exemples illustrés. Les étudiants devaient donner les résultats qu'il apportait corrigés à la séance suivante.
Auguste eut un fils, George, qui le suit dans la carrière qui institue une société mathématique, où les nouveaux articles sont non seulement lus, mais discutés.

### Retraite

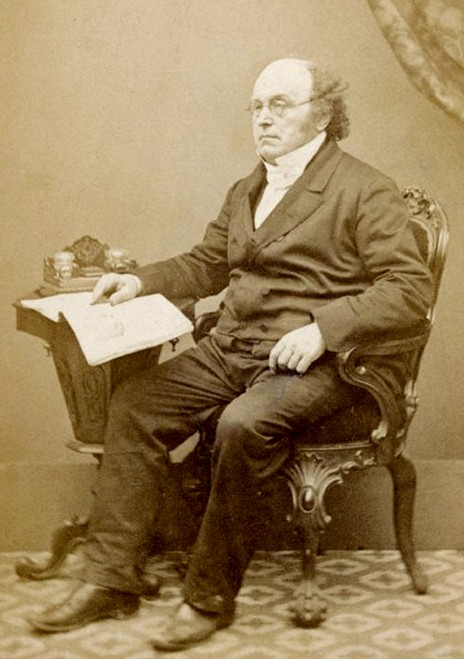
Augustus De Morgan.

En 1866, la chaire de Philosophie de l'Esprit de University College est vacante. Le Dr Martineau, un religieux unitarien et professeur de cette matière, est recommandé par le sénat du conseil. Mais au sein du conseil, certains s'opposent à la nomination d'un unitarien, d'autres à la philosophie déiste : on recrute donc un laïc, adepte de Bain et de Spencer. De Morgan considère que le principe de neutralité religieuse a été violé et démissionne : il a alors soixante ans. Ses élèves lui assurent une pension de 500 £, mais le malheur s'acharne. Deux ans plus tard, son fils George, « le jeune Bernoulli » comme il aimait à l'appeler, meurt, puis vient le tour d'une de ses filles. Devenu dépressif, il meurt au début de l'année 1871.

## Mathématiques
De Morgan est un écrivain brillant et plaisant, notamment dans sa correspondance avec William Hamilton.
Il n'aime pas la campagne et tandis que sa famille profite du bord de la mer et que les hommes de science ont du bon temps dans des clubs, il reste dans des librairies poussiéreuses de la métropole. Il ne vote jamais à une élection.
La meilleure présentation de sa conception de l'algèbre se trouve dans Trigonométrie et algèbre double publiée en 1849. L'étape suivante aurait dû être l'algèbre « triple » et si {\displaystyle a+b{\sqrt {-1}}} représente vraiment une ligne dans un plan donné, il devrait être possible de trouver un troisième terme qui ajouté aux précédents représenterait une ligne dans l'espace. Argand et quelques autres devinèrent que c'était {\displaystyle a+b{\sqrt {-1}}+c{\sqrt {-1}}\,^{\sqrt {-1}}} bien que cela contredise la vérité établie par Euler que {\displaystyle {\sqrt {-1}}\,^{\sqrt {-1}}=e^{-{\frac {1}{2}}\pi }}. De Morgan et bien d'autres travaillèrent dur au problème, mais sans résultat jusqu’à ce que le problème fût pris par Hamilton. Aujourd'hui nous en voyons clairement la raison : le symbole de la double algèbre dénote non une longueur et une direction mais un coefficient et un angle. Dans celui-ci les angles sont confinés à un plan ; donc l'étape suivante devrait être une algèbre quadruple quand l'axe du plan devient variable. Et cela donne la réponse à la première question ; l'algèbre double n'est rien que de la trigonométrie analytique de plan. Mais De Morgan n'alla jamais jusque-là.[pas clair]
Quand l'étude des mathématiques fut relancée à l'université de Cambridge, ce fut aussi le cas de la logique. La dynamique venait de Whewell. L'ouvrage Logique formelle de De Morgan, publié en 1847, est principalement intéressant pour son développement du syllogisme numériquement défini. Les aristotéliciens disent qu'à partir de deux propositions particulières comme quelques M sont des A et quelques M sont des B on n'obtient pas de conclusion nécessaire sur les A et les B. Mais ils vont plus loin et disent que, pour obtenir une conclusion nécessaire sur les A et les B, le terme moyen doit être pris universellement dans l'une des prémisses. De Morgan signala qu'à partir de la plupart des M sont des A et la plupart des M sont des B on déduit que quelques A sont des B et il formula le syllogisme numérique qui met ce principe dans une forme quantitative précise. Supposons que le nombre de M est {\displaystyle m}, celui des M qui sont des A est {\displaystyle a}, et celui des M qui sont des B est {\displaystyle b} ; alors il y a au moins {\displaystyle (a+b-m)} A qui sont des B. Par exemple avec 1000 personnes sur un bateau dont 500 sont dans le salon et 700 meurent il est obligatoire qu'au moins 700+500-1000, donc 200 de ceux dans le salon furent des victimes.
De Morgan fit alors une avancée majeure en introduisant la quantification des termes. À ce moment, Hamilton enseignait à Édimbourg une doctrine de la quantification du prédicat et une correspondance en jaillit. Cependant De Morgan se rendit rapidement compte que la quantification de Hamilton était d'une autre nature ; cela revenait, par exemple, à remplacer par les deux formes tout A est tout B et tout A est une partie de B la forme aristotélicienne Tout A est B. Hamilton pensa qu'il avait placé la clé de voûte dans l'arche aristotélicienne, comme il le disait, bien que celle-ci eût été une arche étrange qui puisse tenir 2000 ans sans une clé de voûte. Par conséquent, il n'avait aucune place pour les innovations de De Morgan qu'il accusa d'être un plagiaire et la controverse entre les deux hommes fit rage plusieurs années durant dans les colonnes de l'Athenæum et dans leurs publications.

## La loi de dualité
De Morgan est reconnu surtout pour sa redécouverte de la loi de dualité entre la somme et le produit, où « le contraire d’un agrégat (somme logique) est le composé (produit logique) des contraires des agrégants ; le contraire d’un composé est l’agrégat des contraires des composants ». Voici donc l’expression de cette loi de dualité :
1. ~(x + y) = ~x . ~y
2. ~(x . y) = ~x + ~y

ou encore (¬ est le passage au complémentaire) :
1. ¬(x ∩ y) = ¬x ∪ ¬y
2. ¬(x ∪ y) = ¬x ∩ ¬y

Cette loi est aussi applicable au calcul des propositions en vertu de l’isomorphisme avec le calcul des classes. Il y a donc un principe de dualité entre la conjonction et la disjonction, s’exprimant comme suit :
1. ¬ (p ∧ q) ⇔ ¬ p ∨ ¬q
2. ¬ (p ∨ q) ⇔ ¬ p ∧ ¬q

### Œuvres
- A treatise on the calculus of functions, Londres, Baldwin and Cradock, 1836
- Formal Logic, or The Calculus of Inference, Necessary and Probable (1847), Londres, The Open Court, 1926.
- Syllabus of a proposed system of logic (1860)
- A Budget of Paradoxes (1872), New York, 1954.
- On the syllogism and other logical writings, Routledge and Kegan Paul, 1966

### Études
- T. Kotarbinski, Leçons sur l'histoire de la logique, 1964.
- R. Cori et D. Lascar, Logique mathématique, Masson, 1994.
- Daniel Davy Merrill, Augustus De Morgan and the logic of relations, Kluwer Academic, 1990.
- Sophia Elizabeth De Morgan, Memoir of Augustus De Morgan, with selections from his letters, by his wife (1882), Ann Arbor, UMI, 1992, X-422 p.